# Azeb Mesfin
Azeb Mesfin Haile (አዜብ መስፍን ኃይሌ en amharique ou tigrigna), née en 1966, est une femme politique éthiopienne et la seconde première dame d'Ethiopie (en) qui a été en fonction du 8 octobre 2001 au 20 août 2012. Azeb Mesfin est la veuve du premier ministre éthiopien Meles Zenawi. Elle est la fondatrice et la marraine de l'Initiative nationale éthiopienne pour la santé mentale. Début 2009, elle a été nommée PDG du Fonds de dotation pour la réhabilitation du Tigray par son chef Abadi Zemu.

## Jeunesse
Azeb Mesfin naît à Wolqayt, en Éthiopie et grandit à Gadarif, dans l'est du Soudan. Elle est la fille d'un père paysan, Mesfin Haile, et de sa mère Konjit Gola. Son grand-père, père de sa mère, Gola Goshu était un Askari italien pendant la deuxième guerre italo-éthiopienne. À la suite de son action dans le pays, Gola a été tué par des patriotes éthiopiens. Dès son plus jeune âge, Azeb grandit avec sa tante Maniahlosh Gola qui est la fille de ce "Fitawrari" , titre donné par les colons italiens pour signifier "commandant de l'avant-garde".
Elle est mariée à Meles Zenawi jusqu'à sa mort en 2012. Ensemble, ils ont trois enfants: Semhal, Marda et Senay Meles.

## Carrière
Elle est élue en 2005 à la Chambre des représentants des peuples (la chambre basse du Parlement éthiopien), représentant son woreda natal de Wolqayt et Humera, et préside son Comité permanent des affaires sociales. Son rôle est parfois controversé, certains membres de la diaspora éthiopienne affirmant que, pendant la période où elle est cadre de la Mega Corporation, elle est impliquée dans "l'inconvenance de mélanger des entreprises publiques, privées et appartenant à des partis".
Cependant, Azeb est également connue pour son travail visant à enseigner aux Ethiopiens ruraux les problèmes du VIH/SIDA. Son apparition lors d'une cérémonie spéciale en l'honneur des premières dames d'Afrique pour leurs efforts contre la propagation du VIH/SIDA organisée par l'Université de Georgetown de Washington le Le 15 janvier 2007 est accueilli par des protestations d'Éthiopiens exilés. L'Université décernait son "John Thompson Legacy of a Dream Award" à l'Organisation des premières dames d'Afrique contre le VIH/SIDA pour son leadership et son service envers les idéaux de Martin Luther King, Jr. Mesfin devait accepter le prix au nom de l'organisation avec les premières dames de Zambie et du Rwanda.
Elle lance l'organisation "Coalition éthiopienne des femmes contre le VIH/SIDA" et continue de travailler en étroite collaboration avec les dirigeants communautaires pour garantir les droits des femmes, lutter contre les pratiques traditionnelles néfastes et le VIH/SIDA. Elle déclare que le prix qu'elle a reçu n'est pas seulement pour son organisation mais pour l'ensemble des femmes éthiopiennes déclarant que "le prix est le résultat de la lutte acharnée menée par les femmes éthiopiennes".